# Фенікс (реактор)
«Фенікс» (фр. Phénix) — маломасштабний (загальна потужність 264/чиста 233 МВт) прототип швидкого реактора-розмножувача, розташований на ядерному майданчику Маркуль поблизу Оранжа, Франція. Це був рідкометалічний швидкий реактор басейнового типу з охолодженням рідким натрієм. Він генерував 590 МВт теплової енергії та мав коефіцієнт відтворення 1,16 (на 16% більше виробленого плутонію, ніж спожито), але зазвичай його потрібно було зупиняти для дозаправки кожні два місяці. Фенікс продовжував працювати після закриття наступного повномасштабного прототипу Суперфенікс у 1997 році. Після 2004 року його основним використанням було дослідження трансмутації ядерних відходів, а також виробництво електроенергії. Фенікс було закрито в 2009 році.
Проект виведення з експлуатації розпочався у 2005 році. У 2009–2011 роках було демонтовано неядерне обладнання та машинну залу. Очікується, що ліцензія на виведення з експлуатації буде видана в 2015 році. Завершення процесу виведення з експлуатації очікується між 2031 і 2043 роками.